# Saint-Montan
Saint-Montan is een gemeente in het Franse departement Ardèche (regio Auvergne-Rhône-Alpes). De plaats maakt deel uit van het arrondissement Privas. Saint-Montan telde op 1 januari 2022 1.955 inwoners.

## Geografie
De oppervlakte van Saint-Montan bedraagt 33,18 km², de bevolkingsdichtheid is 57 inwoners per km² (per 1 januari 2019).
De onderstaande kaart toont de ligging van Saint-Montan met de belangrijkste infrastructuur en aangrenzende gemeenten.

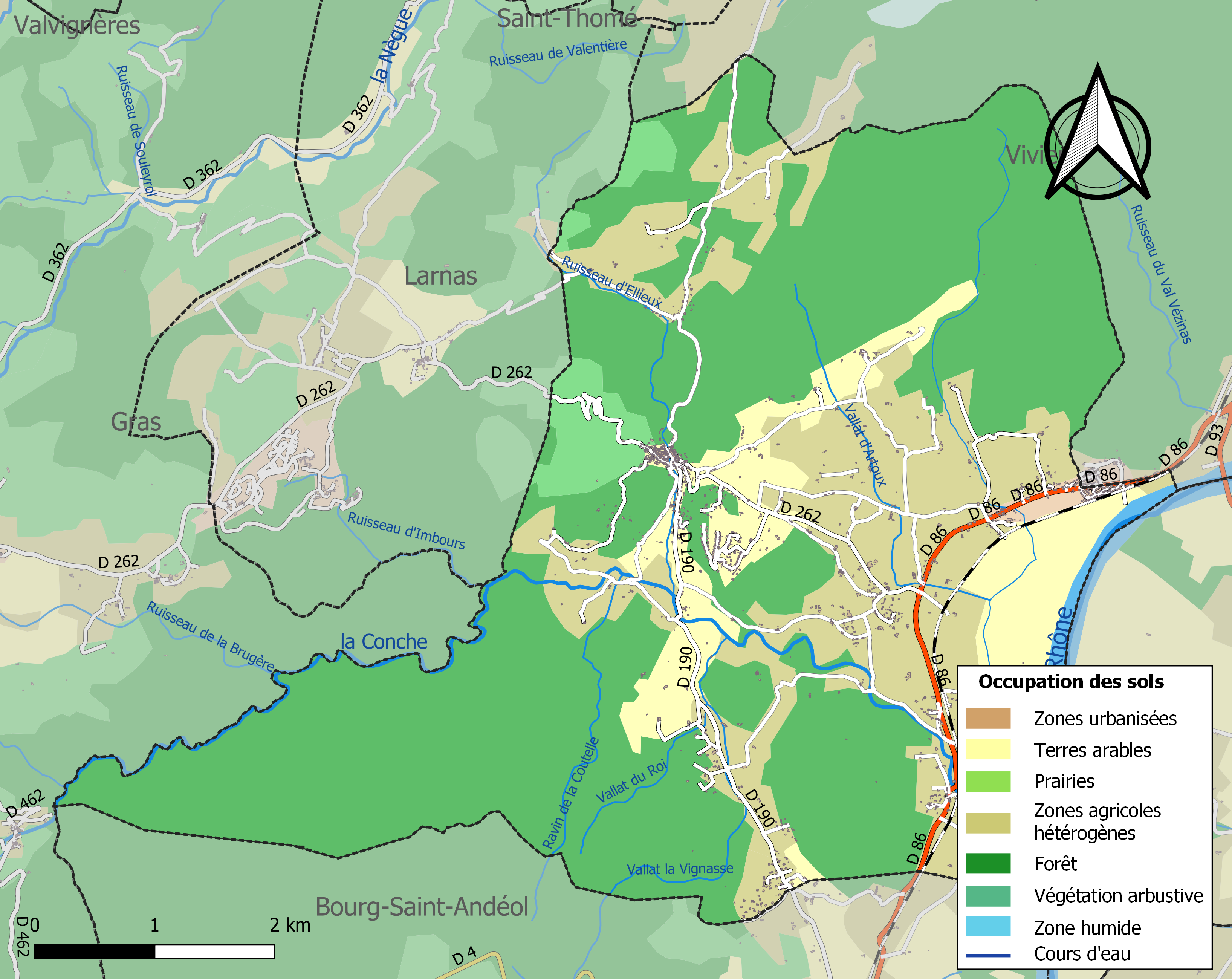

## Demografie
Onderstaande figuur toont het verloop van het inwonertal (bron: INSEE-tellingen).

Vanwege een beveiligingsprobleem met de MediaWiki Graph-software is het momenteel niet mogelijk deze grafiek weer te geven. Zodra de software is bijgewerkt zal de grafiek vanzelf weer zichtbaar worden.